# 73P/Schwassmann-Wachmann 3
73P/Schwassmann-Wachmann 3, kurz auch SW3, ist ein kurzperiodischer Komet. Er ist vor allem deshalb bekannt, weil in den Jahren 2001 bis 2006 das Zerbrechen seines Kerns in zahlreiche Fragmente beobachtet werden konnte.

## Entdeckung
Der Komet wurde am 2. Mai 1930 von den beiden Astronomen Friedrich Karl Arnold Schwassmann und Arthur Arno Wachmann auf der Hamburger Sternwarte entdeckt. Er näherte sich am 31. Mai 1930 bis auf 0,062 AE an die Erde an und erreichte eine scheinbare Helligkeit von rund 6 mag. Dieser Komet ist der dritte kurzperiodische Komet, der von Schwassmann und Wachmann aufgefunden wurde.

## Geschichte

Schwassmann-Wachmann 3, Fragment B, aufgenommen vom Hubble Space Telescope (Video)

Trotz seiner Umlaufzeit von nur etwas mehr als fünf Jahren blieb der Komet nach 1930 für lange Zeit unbeobachtet. Erst von seiner Wiederkehr in den Jahren 1979 und 1990 liegen Beobachtungen vor, der Komet zeigte sich dabei allerdings wenig auffällig. Im Jahr 1995 überraschte der Komet die Astronomen mit einem starken, unerwarteten Anstieg seiner Helligkeit von etwa 13 mag auf rund 7 mag (250-fache Helligkeit) innerhalb weniger Tage. Der Grund dafür war, dass der Kometenkern in mehrere Teile zerbrach und dabei offenbar große Mengen von Gas und Staub freigesetzt wurden. Zunächst konnten drei, dann insgesamt fünf Teile des Kometen beobachtet werden, die mit den Kennziffern A bis E bezeichnet wurden. Bei der nächsten Wiederkehr zum Jahreswechsel 2000/2001 konnten nur noch drei Fragmente (B, C und E) wieder aufgefunden werden.
Bei der nächsten Wiederkehr des Kometen im Frühjahr 2006 folgte ein weiteres Auseinanderbrechen der Kometenteile, was sich für Beobachter auf der Erde in zunehmender Helligkeit bemerkbar machte. Bei seiner größten Annäherung an die Erde am 13. Mai 2006 mit 0,074 AE erreichten die beiden größten Bruchstücke (B und C) eine Helligkeit von rund 5 mag. Insbesondere die Gestalt von Fragment B änderte sich Anfang Mai 2006 mehrfach, es kam zu starken Helligkeitsausbrüchen. Mitte Mai 2006 waren über 60, teilweise extrem lichtschwache, Fragmente bekannt.
Das Hubble Space Telescope und das Spitzer-Weltraumteleskop machten spektakuläre Bilder von dem zerbrechenden Kometen. Auch mit erdgebundenen Teleskopen, darunter auch dem Very Large Telescope der Europäischen Südsternwarte, wurden die Ereignisse verfolgt. Selbst Amateurastronomen konnten mit hochempfindlichen CCD-Kameras das Auseinanderbrechen des Kometen sehr gut beobachten.
73P/Schwassmann-Wachmann 3 war ursprünglich Ziel der US-amerikanischen Mission CONTOUR, die den Kometen am 18. Juni 2006 erreichen und sich auf nur rund 100 Kilometer Entfernung annähern sollte. Die Raumsonde verunglückte allerdings kurz nach dem Start im Jahr 2002.
Insbesondere seit seinem Zerbröseln, aber auch schon zuvor wegen seiner zeitweiligen Lichtschwäche wird der Komet in Astronomenkreisen inoffiziell auch kurz „Schwachmann“ genannt.
Nahe seinem bislang letzten Perihel erreichte er am 10. Februar 2017 eine Helligkeit von 12 mag. Zuvor konnte er bereits am 13. Februar 2016 am Lowell-Observatorium in Flagstaff wieder beobachtet werden.

## Meteorstrom
73P/Schwassmann-Wachmann 3 ist der Ursprungskörper der Tau-Herkuliden, eines Meteorstroms, der vom 19. Mai bis zum 19. Juni aktiv ist.